# Vostok 1
Vostok 1 (Russisch: Восток-1, "Oosten 1" of "Oriënt 1") was de eerste vlucht in het kader van het Russische Vostokprogramma en de eerste bemande ruimtevlucht in de geschiedenis. De Vostok 3KA capsule werd op 12 april 1961 gelanceerd. De Sovjetkosmonaut Joeri Gagarin was het enige bemanningslid en werd daarmee de eerste mens in de ruimte.
De vlucht bestond uit een enkele baan om de aarde en duurde 108 minuten van lancering tot landing. Zoals gepland landde Gagarin apart van zijn capsule aan een parachute, na op 7 km hoogte te zijn uitgestapt.
12 april wordt gevierd als de Dag van de Kosmonauten in Rusland en de Internationale Dag van de Bemande Ruimtevaart in andere landen. 

## Selectie van de bemanning
De eerste groep kosmonauten werd in 1960 opgericht en bestond uit 20 piloten van de luchtmacht. De keuze was op hen gevallen vanwege de uitgebreide medische testen die ze reeds ondergaan hadden. Vliegervaring was van ondergeschikt belang, aangezien de ruimteschepen geheel of grotendeels geautomatiseerd waren. De officiële training van de kandidaten begon onder toezicht van Nikolai Kamanin op 14 maart 1960 in Moskou, omdat het onlangs opgerichte opleidingscentrum buiten de hoofdstad nog niet was voltooid. In het begin lag de nadruk vooral op medische experimenten en wetenschappelijke colleges. Later kwamen daar parachutesprongen en paraboolvluchten bij.
Op 30 mei werden zes kandidaten uitgekozen om een versnelde opleiding te volgen in aanloop naar een eerste reeks ruimtevluchten. Oorspronkelijk bestond de groep uit Joeri Gagarin, Anatoli Kartasjov, Andrijan Nikolajev, Pavlo Popovytsj, German Titov en Valentin Varlamov. Kartasjov en Varlamov raakten echter geblesseerd en werden vervangen door Grigori Neljubov en Valeri Bykovski.
Halverwege januari 1961 werden alle zes de kandidaten getoetst om te zien of ze klaar waren voor een eventuele vlucht. Gagarin, Titov en Neljubov kwamen als meest veelbelovend uit de test. Hoewel Gagarin al snel als favoriet gold werd hij pas officieel als eerste keus gepresenteerd op 8 april, vier dagen voor de vlucht. Titov en Neljubov waren eerste en tweede reserve. De overige leden van de groep kregen ondersteunende taken, zoals het verzorgen van de communicatie tussen de grondstations en Gagarin aan boord van Vostok 1.

## Voorbereidingen
In tegenstelling tot latere Vostokvluchten waren er geen speciale schepen beschikbaar om signalen van het ruimtevaartuig op te vangen. De communicatie zou volledig via een netwerk van grondstations verlopen, die zich allemaal binnen de grenzen van de Sovjet Unie bevonden.
Om het gewicht binnen de perken te houden was er geen reserve remraket. Het ruimtevaartuig had genoeg proviand en zuurstof aan boord voor 10 dagen. In die tijd zou het ruimteschip door natuurlijk verval in een lagere baan kunnen komen, mochten de remraketten dienst weigeren.

### Automatische besturing
De vlucht zou volledig automatisch zijn. Omdat de medische staf niet wist hoe een mens op gewichtloosheid zou reageren waren de besturingsinstrumenten uit voorzorg geblokkeerd. Gagarin had een code in een verzegelde envelop, waarmee hij in noodgevallen, na toestemming van de vluchtleiding, de besturingsinstrumenten kon deblokkeren. Desondanks was de code, "325", geen geheim voor Gagarin. Voorafgaand aan zijn lancering hadden een technicus en generaal Kamanin hem de geheime code al ingefluisterd.

### 11 april 1961
Op de vroege ochtend van 11 april 1961 werd de Vostok-K raket, samen met de hieraan vastgemaakte Vostok 3KA ruimtecapsule, naar het lanceerplatform van kosmodroom Bajkonoer gereden. Na een inspectie door hoofdontwerper Sergej Koroljov werd de raket rechtop gezet. Om 10.00 uur (Moskoutijd) kregen Gagarin en Titov een laatste briefing. Ze kregen onder meer te horen dat de lancering voor de volgende dag 9.07 uur gepland was.
Om 6.00 uur, na een aantal lichamelijke metingen instrueerden de doktoren beide kosmonauten om niet meer over de missie te praten. Die avond ontspanden Gagarin en Titov door naar muziek te luisteren, pool te spelen en over hun jeugd te praten. Om 9.50 uur kregen de kosmonauten slaappillen aangeboden voor een goede nachtrust, maar die werden door hen geweigerd. Op basis van metingen gedurende de nacht concludeerden de artsen dat de kosmonauten goed hadden geslapen. Later werd bekend dat geen van beide geslapen had.

## Missie
Om 5.30 uur, 12 april 1961, werden Gagarin en zijn vervanger Titov gewekt. Ze kregen een ontbijt, werden in hun ruimtepakken geholpen en naar het lanceerplatform gebracht. Gagarin betrad de capsule. Op een scherm in de controlekamer werden rechtstreekse beelden vanuit de capsule getoond. Ongeveer 40 minuten en enkele tests later werd het toegangsluik gesloten, maar de afdichting bleek te lekken. Technici waren vervolgens bijna een uur bezig om het probleem op te lossen.
De hierop volgende transcriptie volgt de gecoördineerde wereldtijd (UTC).

### Lancering

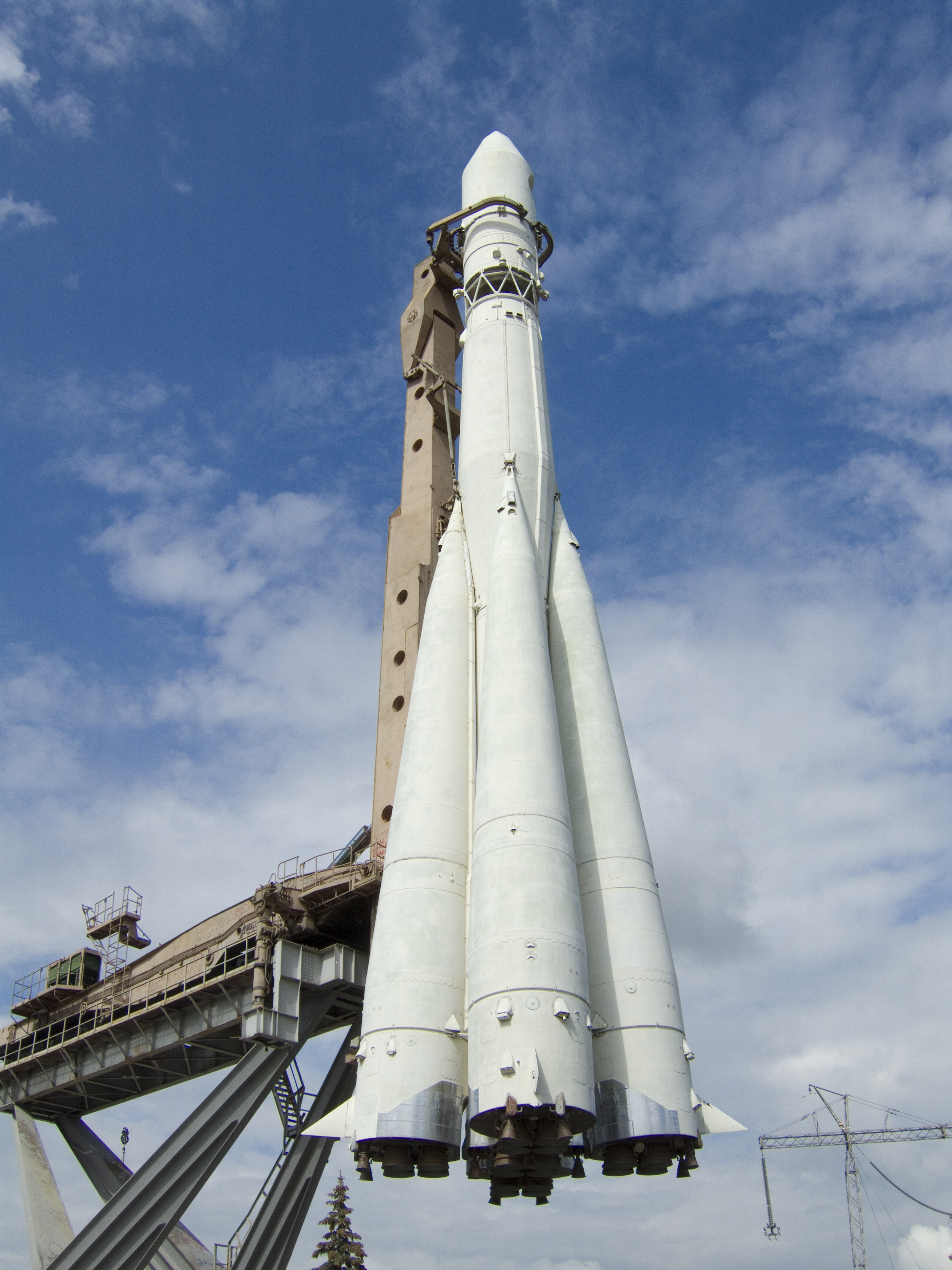
Een draagraket zoals gebruikt bij Vostok 1.

- 06.07 UT De lancering vindt plaats vanaf platform 1 van kosmodroom Bajkonoer. Korolev over de radio: "Eerste trap ... tweede ... hoofd ... LIFT OFF! We wensen u een goede vlucht. Alles is in orde." Gagarin antwoordde: "Hier gaan we!".
- 06.09 UT Twee minuten in de vlucht. De vier hulpraketten hebben hun brandstof verbruikt en worden losgekoppeld.
- 06.10 UT Het omhulsel dat de capsule beschermt wordt ontkoppeld. Het raampje tussen Gagarins voeten komt hierdoor vrij. "kijk"
- 06.12 UT Vijf minuten in de vlucht raakt ook de brandstof van de centrale raket op, waarop deze wordt ontkoppeld. De laatste trap wordt ontstoken om de vlucht richting een baan om de aarde voort te zetten
- 06.13 UT Gagarin meldt "... de vlucht gaat goed. Ik kan de aarde zien. Het zicht is erg goed ... ik zie bijna alles. Er is wat ruimte onder de cumulus bewolking. Ik zet de vlucht voort, alles gaat goed."
- 06.14 UT De raket brandt nog steeds en vliegt boven centraal Rusland. Gagarin: "Alles werkt erg goed. Alle systemen werken. Laten we doorgaan!"
- 06.15 UT De laatste trap brandt nu drie minuten en Gagarin meldt "Ik kan jullie niet goed verstaan. Ik voel me goed. Ik ben in een goed humeur. Ik ga door met de vlucht ..." Vostok 1 vliegt weg van Bajkonoer en raakt langzaam buiten bereik van het grondstation.

### Baan om de aarde
- 06.17 UT De laatste trap is uitgebrand en wordt ontkoppeld. Vostok 1 is nu in een baan om de aarde. Gagarin meldt "Het voertuig werkt normaal. Ik kan de aarde door het raampje zien. Alles gaat volgens plan." De capsule vliegt over Siberië.

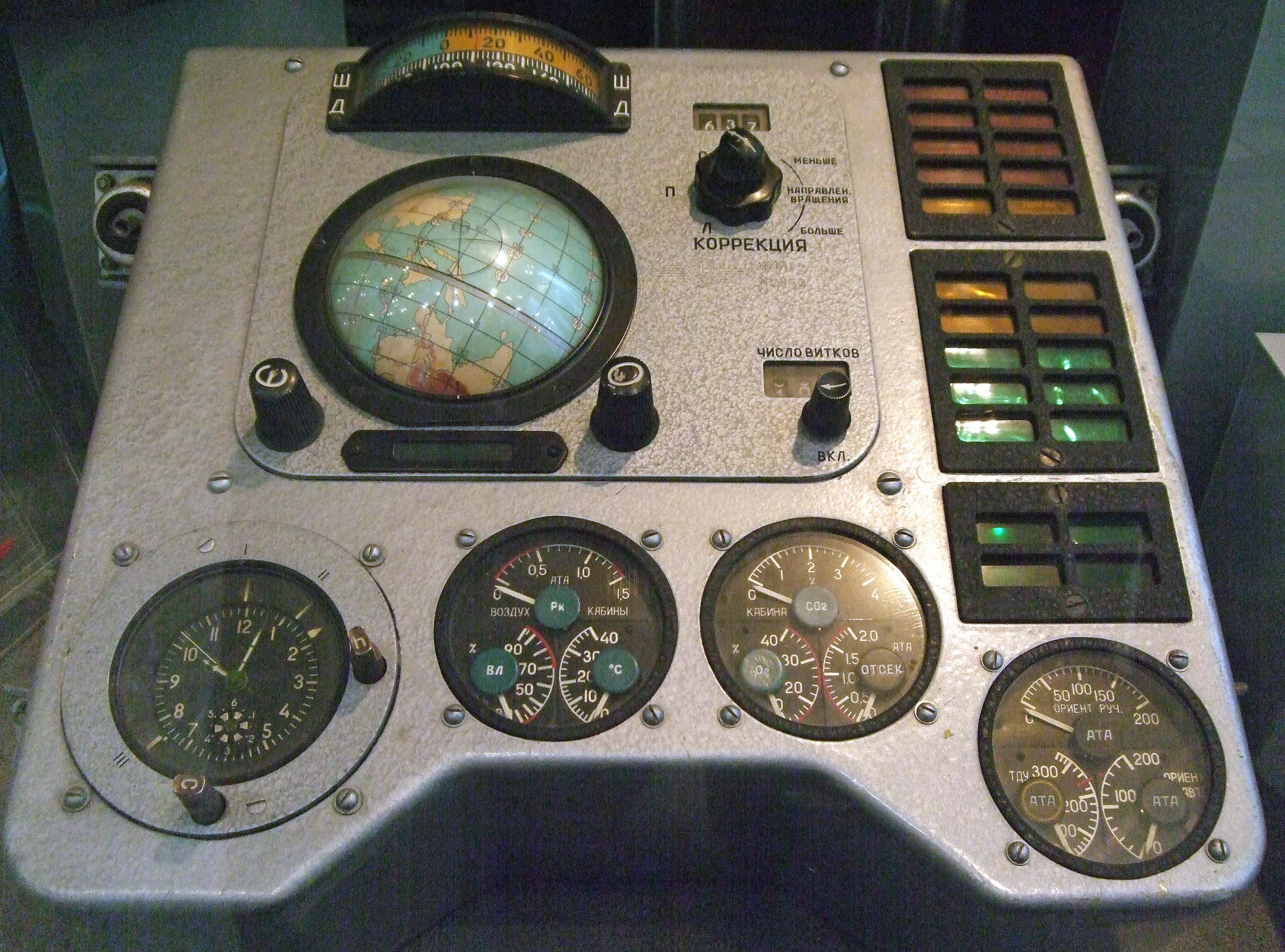
Een deel van het instrumentenpaneel van de Vostok 1.

- 06.21 UT Vostok 1 vliegt over het schiereiland Kamtsjatka en richting de Grote Oceaan. Gagarin "... de lichten op het dalingsinstrument branden. Ik voel me goed en ben blij. Cabine waardes: druk 1; luchtvochtigheid 65; temperatuur 20; druk in het compartiment 1; eerste automaat 155; tweede automaat 155; druk in het remraketsysteem 320 atmosfeer ..."
- 06.25 UT Als de capsule aan haar diagonale oversteek van de Grote Oceaan begint vraagt Gagarin "Wat kunnen jullie me vertellen over de vlucht? Wat kunnen jullie me vertellen?" Hij vraagt om informatie over zijn baan. Het grondstation in Chabarovsk antwoordt: "Er zijn geen instructies van nummer 20 (Sergej Koroljov) en de vlucht verloopt normaal" De vluchtleiding heeft nog geen informatie over de baan van Vostok 1, maar kan wel melden dat alle systemen werken.
- 06.31 UT Gagarin zendt naar het grondstation "Ik voel me geweldig, heel goed, heel goed, heel goed. Geef me wat resultaten van de vlucht!" Maar Vostok 1 raakt buiten VHF bereik van Chabarovsk.
- 06.37 UT Vostok 1 vliegt verder terwijl de zon zakt. Gagarin betreedt de nachtzijde van de aarde boven Hawaï.
- 06.46 UT Omdat Vostok 1 buiten bereik van de VHF radio is, stuurt het grondstation de boodschap "KK" via HF. Met deze boodschap vraagt men Gagarin om te melden wanneer het dalingssysteem de opdrachten van de vluchtleiding had ontvangen. Gagarin meldt dit om 6.48 UT.
- 06.48 UT Vostok 1 passeert de evenaar op ongeveer 170 graden westerlengte in zuidoostelijke richting. Gagarin meldt via de HF radio "9 uur 48 minuten, de vlucht verloopt goed. Spusk-1 werkt goed. De verplaatsingsindex van het dalingsinstrument beweegt. Druk in de capsule is 1; luchtvochtigheid 65; temperatuur 20; druk in het compartiment 1.2 ... handmatig 150; eerste automaat 155; tweede automaat 155; remraket tanks 320 atmosfeer. Ik voel me goed..."
- 06.49 UT Gagarin meldt dat hij aan de nachtzijde van de aarde is.

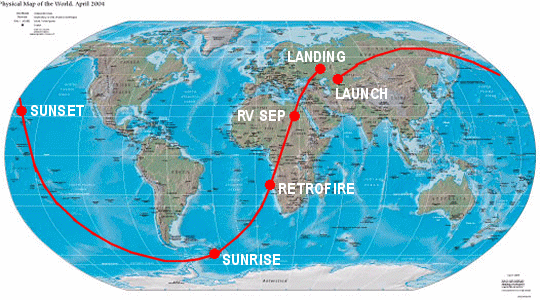
Het vluchtpad van Vostok 1 uitgetekend op een kaart van de Aarde

- 06.53 UT Het grondstation stuurt Gagarin de volgende boodschap: "Volgens orders van nummer 33 (generaal Nikolai Kamanin) zijn de zenders aangezet en sturen we dit: de vlucht verloopt volgens plan en de baan is zoals berekend."
- 06.57 UT Vostok 1 is boven de Grote Oceaan tussen Nieuw-Zeeland en Chili wanneer Gagarin meldt "... Ik zet de vlucht door en vlieg boven Amerika. Ik heb het signaal 'AAN' verstuurd".
- 07.00 UT Vostok 1 passeert de Straat Magellaan op de punt van Zuid-Amerika. Het nieuws van de Vostok 1-missie wordt op Radio Moskou gemeld.
- 07.10 UT De zon komt op en Vostok 1 bevindt zich weer in daglicht. Nog 15 minuten tot de remraketten zullen ontbranden.

### Terugkeer en landing

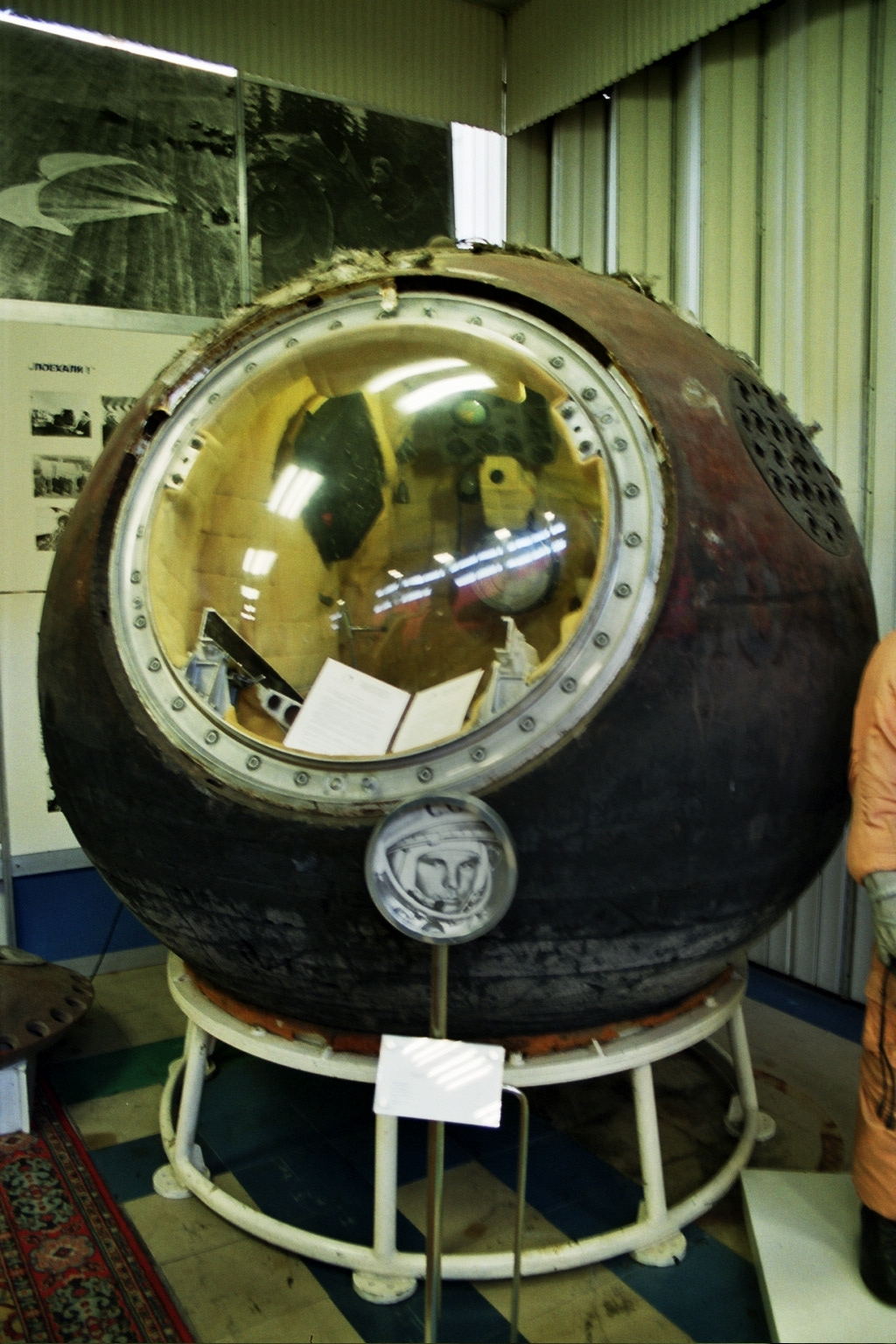
De daalcapsule van Vostok 1 zoals te zien in het RKK Energia Museum in Korolev, nabij Moskou.

Om 07.25 UT, ongeveer een uur in de vlucht, brengt het automatische systeem Vostok 1 in positie voor het afvuren van de remraketten. Dit vond plaats nabij Angola aan de westkust van Afrika, op 8000 km van de geplande landingsplaats. De remraketten branden ongeveer 42 seconden en vertragen zo de capsule zodat deze in een lagere baan terechtkomt.
Tien seconden later krijgt de Vostok servicemodule de opdracht om zich los te maken van de terugkeercapsule, maar deze blijft aan een aantal kabels hangen. Als beide delen van het ruimtevaartuig de daling inzetten beginnen ze te tollen, waarop de kabels breken. Gagarin meldt dat alles in orde is, ondanks het tollen. Tijdens de daling ervaart Gagarin 8 g, maar hij blijft bij bewustzijn.
Het ruimteschip was ontworpen om, in het geval van een storing van de remraketten, binnen 10 dagen alsnog in een lagere baan te komen onder invloed van natuurlijk verval. Vostok 1 bevond zich echter in een andere baan dan gepland en zou pas na 20 dagen kunnen terugkeren, terwijl Gagarin maar 10 dagen zou kunnen overleven.
Om 07.55 UT, op een hoogte van 7 km, wordt het luik van Vostok 1 ontkoppeld. Twee seconden later wordt Gagarin naar buiten geschoten. Op 2.5 km hoogte ontvouwt de hoofdparachute van de capsule. Twee schoolmeisjes zijn getuige van de landing en beschreven het als volgt: "Het was een enorme bal, ongeveer twee of drie meter hoog. Het viel, stuiterde en viel toen weer. Er was een enorm gat op de plek waar het de grond als eerste raakte."
Gagarins parachute opende bijna meteen en circa tien minuten later, om 08.05 landde hij, zo'n 26 km ten zuidwesten van de plaats Engels in de Saratov regio. Dit was 280 km ten westen van de geplande landingsplaats nabij Bajkonoer.
Een boer en zijn dochter zagen een figuur in een feloranje pak met een grote witte helm aan een parachute neerdalen. Gagarin vertelde later "Toen ze mij zagen lopen in mijn ruimtepak met de parachute achter mij aan slepend, begonnen ze angstig achteruit te lopen. Ik zei dat ze niet bang moesten zijn. Ik ben een inwoner van de Sovjet-Unie, net als jullie, die is neergedaald uit de ruimte en ik moet een telefoon vinden om Moskou te bellen!"